# 조선민주주의인민공화국-쿠바 관계
조선민주주의인민공화국-쿠바 관계(스페인어: Relaciones cubanas-coreanas del norte, 문화어: 꾸바-조선민주주의인민공화국 관계)는 조선민주주의인민공화국과 쿠바의 양자 관계이다.
쿠바는 1960년 8월 29일부터 조선민주주의인민공화국과 외교적 관계를 맺어오고 있으며, 양국은 모두 각 수도에 대사관을 설치 및 운영하고 있다.

## 역사
쿠바는 조선민주주의인민공화국의 가장 오래된 동맹국 중 하나다. 조선민주주의인민공화국의 언론은 쿠바인들을 사회주의 이념에 대하여 공동 연대하는 동지들로 묘사하고 있다. 냉전 동안 조선민주주의인민공화국과 쿠바는 미국의 힘에 반대하는 호전적 입장을 바탕으로 연대의 유대감을 형성했다, 두 국가 모두 미국의 경제 제재를 받았으며, 사회주의 이념을 신봉한다는 공통 분모를 공유하고 있다.
1960년 당시 쿠바 정부 총리였던 체 게바라는 조선민주주의인민공화국을 방문하여 쿠바가 따라야 할 모델이라고 선언했다. 1968년에 피델 카스트로의 동생 라울 카스트로는 그들의 견해가 "모든 면에서 완전히 동일하다"고 말했다. 쿠바의 지도자 피델 카스트로가 1986년에 방문했다. 쿠바는 1988년 서울 하계 올림픽을 보이콧함으로써 조선민주주의인민공화국과의 연대를 보인 몇 안 되는 국가 중 하나였다.
피델 카스트로는 1980년대에 "노련하고 나무랄 데 없는 투사였던 김일성이 우리에게 AK-47 소총 10만 정과 그에 상응하는 탄약을 한 푼도 받지 않고 보내주었다"고 회고록에 작성하였다.
2013년에는 파나마 운하를 운항하던 조선민주주의인민공화국 선박 청천강호가 파나마 운하청에 수색을 받아 쿠바에서 무기를 운반하던 사실이 발견됐는데, 조선민주주의인민공화국에서 수리해 반환할 예정이었던 것으로 알려졌다. 이 선박은 협상 이후 나중에 조선민주주의인민공화국 정부에 반환되었다.
2016년 1월, 조선민주주의인민공화국과 쿠바는 물물교환 무역 제도를 수립했다. 2016년에도 조선노동당 과 쿠바공산당은 관계 강화를 논의하기 위해 회동했다. 2016년 피델 카스트로 사망 이후 조선민주주의인민공화국 정부는 3일간의 애도 기간을 선포하고 그의 장례식에 공식 대표단을 파견했다. 이 시기에 조선민주주의인민공화국의 최고령도자 김정은 국무위원장이 평양 주재 쿠바 대사관을 방문해 조문을 표했다.
2018년에는 미겔 디아스카넬 쿠바 신임 대통령이 조선민주주의인민공화국을 방문하며, 사회주의 연대와 제재에 대한 반대 의지를 표명하였다. 김정은 위원장은 디아스카넬 대통령의 생일에 축하 조화를 쿠바대사관 대사를 통해서 전달하기도 하였다.
2024년에 대한민국과 쿠바 간의 수교 협상 당시, 이를 저지하려는 시도가 있었다. 그러나 이러한 시도는 무산되었고, 조선민주주의인민공화국 정부는 이에 기존 대사 마철수의 임기가 2024년 3월에 끝났음에도 후임자를 별도로 지정하지 않았다. 이후 2024년 8월에 한수철 대사를 새로이 임명하였다.

## 같이 보기
- 쿠바의 대외 관계
- 조선민주주의인민공화국의 대외 관계
- 대한민국-쿠바 관계